# Drosophila orena
Drosophila orena este o specie de muște din genul Drosophila, familia Drosophilidae, descrisă de Tsacas și David în anul 1978.
Este endemică în Camerun. Conform Catalogue of Life specia Drosophila orena nu are subspecii cunoscute.